# Клингеман, Эрнст Август
Эрнст Август Фридрих Клингеман (нем. Ernst August Friedrich Klingemann; 1777—1831) — немецкий писатель. В 1798-1801 гг. учился в Йенском университете и был близок к йенским романтикам.
В своих многочисленных драмах он следовал и за школой Шиллера, и за романтиками. В 1805 году в «Журнале новых немецких оригинальных романов» вышел сатирический роман «Ночные бдения» под псевдонимом Бонавентура. Книга долгое время приписывалась Шеллингу или К. Брентано; лишь обнаружение в 1987 г. рукописной заметки Клингемана в библиотеке Амстердамского университета позволило установить авторство последнего.
В XIX веке на «Ночные бдения» обращали мало внимания, однако в XX веке книга многократно переиздавалась и была переведена на основные языки мира. Литературоведы усмотрели в «Бдениях» предвосхищение прозы экспрессионистов и модернизма Кафки и Гессе. В 1990 г. появился русский перевод В. Б. Микушевича (в серии «Литературные памятники»).